# یواس‌اس دایرکت (ای‌ام-۴۳۰)
یواس‌اس دایرکت (ای‌ام-۴۳۰) (به انگلیسی: USS Direct (AM-430)) یک کشتی بود که طول آن ۱۷۲ فوت (۵۲ متر) بود. این کشتی در سال ۱۹۵۳ ساخته شد.